# Амангельды (Енбекшиказахский район)
Амангельды (каз. Амангелді, быв. — Тастыкара,) — село в Енбекшиказахском районе Алматинской области Казахстана. Входит в состав Саймасайского сельского округа. Шесть улиц ул. Амангельдинская, Дараева, Новая, М.Якупова, Молодёжная, Первомайская.  До Великой Отечественной войны было два села -  1 Мая (улицы М.Якупова, Молодёжная, Первомайская) и Аманкельди ( улицы Амангельдинская, Дараева(Октябрьская), Новая), После объединения - стало называться Таштикара. Затем переименовано в Амангельды. 
В данное время село активно развивается, асфальтируются улицы, проводится уличное освещение, развивается сельское хозяйство. Ожидается газификация, и замена водопровода - построенный в 60х годах прошлого века, Код КАТО — 194075200.

## Население
В 1999 году население села составляло 1739 человек (844 мужчины и 895 женщин). По данным переписи 2009 года, в селе проживали 1962 человека (967 мужчин и 995 женщин). Население села интернациональное казахи, уйгуры, русские, чечены, поляки, белорусы.